# Saint-Georges-de-Bohon
Saint-Georges-de-Bohon település Franciaországban, Manche megyében. Lakosainak száma 412 fő (2018. január 1.). Saint-Georges-de-Bohon Auxais, Carentan-les-Marais, Méautis, Montmartin-en-Graignes, Saint-André-de-Bohon, Saint-Hilaire-Petitville, Terre-et-Marais, Carentan és Carentan-les-Marais községekkel határos.

## Népesség
A település népessége az elmúlt években az alábbi módon változott:
| Lakosok száma | 374  | 366  | 385  | 410  | 428  | 407  | 412  | 414  | 411  | 412  |
|               | 1962 | 1968 | 1982 | 1990 | 1999 | 2008 | 2011 | 2013 | 2017 | 2018 |